# Federico Baj
Federico Baj (Bergamo, 7 gennaio 1909 – ...) è stato un calciatore italiano, di ruolo attaccante.

## Carriera
Inizia a giocare fin da bambino nel settore giovanile dell'Ardens, con cui gioca nei campionati ULIC a partire dal 1924.
Nel 1928 viene acquistato dall'Atalanta, neopromossa in Divisione Nazionale, la massima serie dell'epoca. Fa il suo esordio con la maglia nerazzurra nella partita persa per 3-0 sul campo della Roma il 13 gennaio 1929; in quella stagione gioca altre due partite, il 24 febbraio in casa contro il Bari (0-0) ed il 14 aprile sul campo del Novara (5-1). La squadra a fine anno retrocede nel neonato campionato di Serie B.
L'anno seguente, riconfermato, gioca nella partita vinta per 3-0 contro la Biellese il 19 gennaio 1930. A fine stagione torna all'Ardens, dove rimane fino al 1938, anno in cui chiude la carriera.